# Paweł Winiarski
Paweł Włodzimierz Winiarski (ur. 1959) – polski ekonomista i samorządowiec, od 1994 do 1998 wiceprezydent, od 2001 do 2002 prezydent Pabianic.

## Życiorys
Był komendantem hufca ZHP. Ukończył ekonomię na Uniwersytecie Łódzkim, po studiach pracował w zakładach „Madro” w Pabianicach. Do rady miasta dostał się startując z listy centrowego ugrupowania „Teraz Pabianice”. W kadencji 1994–1998 sprawował funkcję wiceprezydenta miasta. W 1998 wszedł do rady miasta jako niezależny, wkrótce jednak związał się z SLD. Został członkiem zarządu spółki powiązanej z Wojewódzkim Funduszem Ochrony Środowiska.
W 2001 popierający dotychczasowego prezydenta Floriana Wlaźlaka AWS utracił większość w miejskiej radzie po tym, jak część radnych przeszła do SLD. W jego miejsce prezydentem do końca kadencji został właśnie Paweł Winiarski. Podczas jego kadencji radni nakłaniali go do rezygnacji, wskazując na nadużycia środków przeznaczonych na pomoc powodzianom z Koprzywnicy. W wyborach bezpośrednich z 2002 roku w pierwszej turze zajął drugie miejsce z 29,31% głosów. W drugiej turze przegrał z Janem Bernerem, zdobywając 45,28% poparcia.